# Amran Halim
Amran Halim (ur. 25 sierpnia 1929 w Bengkulu, zm. 13 czerwca 2009 w Palembang) – indonezyjski językoznawca, kodyfikator języka i ortografii indonezyjskiej. Zainicjował opracowanie tzw. udoskonalonych norm pisowni (Ejaan yang Disempurnakan, EYD).

## Życiorys
Absolwent Uniwersytetu Michigan, gdzie uzyskał bakalaureat (1957), a następnie magisterium z językoznawstwa (1958). Doktoryzował się w 1969 r. na tej samej uczelni. 
Piastował stanowisko profesora językoznawstwa na kilku uczelniach: Universitas Sriwijaya (2000), Universitas Islam Negeri Raden Fatah (2000) i Universitas Sumatera Utara. W latach 1986–1994 pełnił funkcję rektora Uniwersytetu Sriwijaya. W 2002 r. był dziekanem Wydziału Języka i Literatury Uniwersytetu Bina Darma. W 1998 r. przewodniczył Radzie Sztuki Sumatry Południowej (Dewan Kesenian Sumatera Selatan), a w 2002 r. miejscowej Radzie Doradczej ds. Edukacji (Dewan Pertimbangan Pendidikan Sumatera Selatan).
W latach 1975–1984 był dyrektorem instytutu Pusat Pembinaan dan Pengembangan Bahasa. Jako przewodniczący organizacji Majelis Bahasa Indonesia Malaysia działał na rzecz standaryzacji języków malajskiego i indonezyjskiego. Krytykował stan użycia języka narodowego w przestrzeni publicznej i mediach, w tym przyznawanie pierwszeństwa innym językom niż indonezyjski.
Został odznaczony Satyalancana Perang Kemerdekaan II oraz Satyalancana Karya Satya Kelas I.

## Wybrana twórczość
- Multilingualism in Relation to the Development of Bahasa Indonesia (1971)
- Intonation in Relation to Syntax in Indonesian (1981)
- Intonasi dalam Hubungannya dengan Sintaksis Bahasa Indonesia (1984)